# 慈利县人民政府
29°26′11″N 111°08′46″E / 29.436397°N 111.146036°E
慈利县人民政府（简称慈利县政府）是中华人民共和国湖南省张家界市慈利县的行政管理机关。现任县长是朱爱民，2022年3月上任。

## 沿革
1949年7月31日，中国人民解放军进驻慈利县县城，县城解放。:308月3日，慈利县人民政府成立，由中国人民解放军第三十八军（今陆军第82集团军）151师452团政治部主任慕石启出任代理县长，12日，县长杜梅森到任。:331950年春季，慈利县全境解放。:33

## 历任领导
| 姓名   | 就任日期      | 卸任日期   | 备注  |
| ------ | ------------- | ---------- | ----- |
| 杜梅森 | 1949年8月12日 |            | :33   |
| 刘桦   | 2002年1月     | 2004年8月  |       |
| 朱用文 | 2006年6月     | 2011年12月 |       |
| 李军   | 2011年12月    | 2014年8月  | [ 2 ] |
| 邱初开 | 2015年1月     | 2015年9月  |       |
| 高靖生 | 2015年9月     | 2022年1月  | [ 3 ] |
| 侯铁夫 | 2022年1月     | 2022年3月  |       |
| 朱爱民 | 2022年3月     |            | [ 4 ] |